# Aves (revue)
 (décembre 2021).
Si vous disposez d'ouvrages ou d'articles de référence ou si vous connaissez des sites web de qualité traitant du thème abordé ici, merci de compléter l'article en donnant les références utiles à sa vérifiabilité et en les liant à la section « Notes et références ».
Pour les articles homonymes, voir Aves (homonymie).
Aves est la revue scientifique de la société ornithologique belge du même nom (intégrée depuis 2004 à Natagora). Elle présente des travaux originaux dans tous les domaines de l'ornithologie, spécialement dans le cadre géographique du Paléarctique occidental avec une spécialisation pour le cadre de la Belgique francophone. La revue présente aussi des rubriques d'information, des échos de recherches et des commentaires de livres. Les articles sont essentiellement écrits en français (anglais par exception).